# ربوده‌شده ۳
ربوده‌شده ۳ (به انگلیسی: Tak3n یا Taken 3) نام یک فیلم اکشن مهیج انگلیسی‌زبان فرانسوی است که کارگردان الیویر مگاتن بوده و نویسندگان فیلم لوک بسون و رابرت مارک کامن هستند. این فیلم سومین و آخرین قسمت از مجموعه‌فیلم ربوده‌شده است. بازیگران فیلم لیام نیسون، مگی گریس، فامکه یانسن و فارست ویتاکر هستند. آغاز فیلمبرداری فیلم ۲۹ مارس ۲۰۱۴ و زمان انتشار فیلم ۹ ژانویه ۲۰۱۵ است. مکان فیلم‌برداری در شهر لس آنجلس ایالت کالیفرنیا در ایالات متحده آمریکا است.

## داستان
داستان فیلم از زمانی شروع می‌شود که مأمور عملیاتی سابقِ سیا (CIA)، برایان میلز، با بازی لیام نیسون، متهم به قتل همسرش می‌شود، درحالی‌که این پاپوشی بیش نیست. او از دست افسران پلیس و مأموران دولتی می‌گریزد تا قاتلان واقعی همسرش را بیابد و انتقام بگیرد. اولویت او در این قسمت، همانند دو قسمت قبل، نجات‌دادن جان تنها دخترش، کیم، با بازی مگی گریس است. فاکس قرن بیستم منتشرکنندهٔ این فیلم است.

## مشروح داستان
برایان میلز، مأمور بازنشستهٔ سیا، برای دادن هدیهٔ تولد زودهنگام به دیدار دخترش، کیم، می‌رود. پس از دیداری نه‌چندان صمیمانه، او همسر سابقش، لنور، را به شام دعوت می‌کند. اگرچه لنور ابتدا دعوت را رد می‌کند، اما بعداً به آپارتمان برایان می‌آید و دربارهٔ مشکلات زناشویی‌اش با شوهرش، استوارت، صحبت می‌کند، با این حال می‌گوید که قصد دارد زندگی مشترک‌شان را حفظ کند. کمی بعد، استوارت به برایان هشدار می‌دهد که دیگر به همسرش نزدیک نشود.
صبح روز بعد، برایان پیامی از لنور دریافت می‌کند که از او می‌خواهد برای صرف صبحانه ملاقات کنند. اما وقتی برایان به خانه بازمی‌گردد، جسد لنور را می‌یابد. بلافاصله دو مأمور پلیس لس‌آنجلس سر می‌رسند تا او را دستگیر کنند، اما برایان آن‌ها را مغلوب می‌کند، از دیگر مأموران فرار می‌کند، وارد سیستم فاضلاب می‌شود و می‌گریزد. در همین حین، کارآگاه داتزلر از پلیس لس‌آنجلس، پروندهٔ سابقهٔ برایان را بررسی می‌کند.
برایان به یک خانه امن مجهز به اسلحه و سامانه‌های نظارتی پناه می‌برد. او مسیر حرکات آخر لنور را دنبال می‌کند و به یک پمپ‌بنزین می‌رسد که در آن، از طریق تصاویر دوربین مداربسته می‌بیند که لنور توسط مردانی با خال‌کوبی‌های مشخص روی دست ربوده شده است. وقتی پلیس برای دستگیری‌اش سر می‌رسد، برایان با ربودن خودروی پلیس و دسترسی به پایگاه دادهٔ آن‌ها، سوابق تماس‌های تلفنی را درون حافظه فلش ذخیره می‌کند. او در مراسم تشییع لنور، از طریق دوربینی پنهان در کت دوستش، سم، با کیم تماس می‌گیرد و از او می‌خواهد طبق برنامهٔ منظم همیشگی‌اش رفتار کند. برایان بعداً با کیم ملاقات می‌کند و شنود کار گذاشته‌شده توسط داتزلر را از روی او برمی‌دارد. کیم به او می‌گوید که باردار است و استوارت رفتاری مشکوک دارد و محافظ استخدام کرده است.
برایان خودروی استوارت را تعقیب می‌کند، اما خودرویی دیگر به او حمله می‌کند و او را از صخره‌ای به پایین پرت می‌کند. برایان جان سالم به در می‌برد، خودرویی دیگر می‌رباید و مهاجمان را تا یک فروشگاه مشروب در حاشیهٔ جاده تعقیب می‌کند. او مهاجمان را می‌کشد و سپس استوارت را می‌رباید و با شکنجه غرق مصنوعی بازجویی‌اش می‌کند. استوارت اعتراف می‌کند که شریک سابق تجاری‌اش، اولگ مالانکوف، مأمور پیشین اسپتسناز روسی و رئیس یک باند مافیایی و گروه تروریستی، لنور را به‌خاطر بدهی مالی او کشته است. استوارت همچنین از روی حسادت، هویت برایان را به مالانکوف لو داده بود.
با کمک همکاران قدیمی‌اش و استوارتی مضطرب، برایان وارد پنت‌هاوس به‌شدت محافظت‌شدهٔ مالانکوف می‌شود. پس از کشتن محافظان و نبردی سنگین با مالانکوف، او که مرگش نزدیک است، فاش می‌کند که استوارت با طرح نقشهٔ قتل لنور و متهم‌کردن برایان، قصد داشته از طریق بیمهٔ عمر ۱۲ میلیون دلاری سود ببرد. او می‌افزاید که استوارت پس از ناکامی در کشتن برایان، می‌خواسته از خود برایان برای حذف مالانکوف استفاده کند تا کل پول بیمه را به‌دست آورد.
در همین حال، استوارت کیم را می‌رباید تا همراه پول فرار کند. در پی تعقیب پلیس، برایان با پورشهٔ مالانکوف به فرودگاه می‌رسد، درست زمانی‌که هواپیمای شخصی استوارت آمادهٔ برخاستن است. برایان با کوباندن پورشه به چرخ فرود، هواپیما را از کار می‌اندازد و سپس استوارت را از پا درمی‌آورد. با التماس‌های کیم، برایان از کشتن استوارت خودداری می‌کند، اما به او هشدار می‌دهد که اگر از عدالت فرار کند یا حکمی سبک بگیرد، تاوانش را خواهد داد. داتزلر و پلیس لس‌آنجلس سر می‌رسند و استوارت را دستگیر می‌کنند، در حالی‌که برایان تبرئه می‌شود.
در پایان، کیم به برایان می‌گوید که اگر فرزندش دختر باشد، می‌خواهد او را به نام مادرش، لنور، نام‌گذاری کند.

## بازیگران
- لیام نیسون
- مگی گریس
- فامک جانسن
- دوگری اسکات
- سم اسپرول
- لیلند ارسر
- چد دنلا
- جون گریس
- اندرو هاوارد
- دیوید وارشوفسکی
- دونالد پاتریک هاروی
- دیلن برونو
- ال ساپینزا